# Lucio Calpurnio Pisone (console 57)
Lucio Calpurnio Pisone (in latino: Lucius Calpurnius Piso; 23/24 – Cartagine, gennaio 70) è stato un magistrato e senatore romano, console dell'Impero romano.

## Biografia

### Origini familiari
Rampollo dell'illustre gens Calpurnia, e in particolare dell'importante ramo dei Calpurnii Pisones, Pisone, nato presumibilmente nel 23/24, era figlio di Lucio Calpurnio Pisone (in origine Gneo), console ordinario del 27, praefectus urbi, proconsole d'Africa sotto Caligola e forse legato di Dalmazia sotto Claudio; la madre, allo stato attuale degli studi, rimane ignota. Suo nonno paterno era Gneo Calpurnio Pisone, figlio dell'omonimo console del 23 a.C., intimo amicus di Tiberio, console con lo stesso futuro princeps nel 7 a.C. e noto in particolare per il suo mandato di legatus Augusti pro praetore in Siria, durante il quale si scontrò con Germanico al momento dell'invio di quest'ultimo in Oriente tra 17 e 19. La nonna paterna era Munazia Plancina, con ogni probabilità nipote del console del 42 a.C., Lucio Munazio Planco, figlia del comes di Tiberio in Asia nel 20 a.C., Munazio, e sorella del console del 13, Lucio Munazio Planco Paolino. Zio paterno era Marco Calpurnio Pisone, che aveva accompagnato il nonno Gneo in Siria. Rimane ancora incerto se una Calpurnia menzionata nel senatusconsultum de Cn. Pisone patre sia una zia paterna o una sorella di Pisone.

### Carriera sotto Nerone
Gli inizi di carriera di Pisone rimangono avvolti nel mistero; è tuttavia stato ricostruito che la sua cooptazione tra i pontefici, uno dei quattro collegi sacerdotali maggiori dello Stato romano, potesse essere avvenuta già nei primi anni 50. Allo stesso modo, la sua cooptazione tra i confratelli Arvali, attestata dalla sua partecipazione alle cerimonie degli anni dal 57 al 60 e del 63, nonché dalla carica di magister del collegio nel 59, è stata datata all'anno 55 o 56, con ogni probabilità in sostituzione del defunto Gaio Cecina Largo (console ordinario del 42). La presenza di Pisone in questi due importanti collegi sacerdotali implica che egli godesse senza dubbio del favore imperiale.
La prima comparsa di Pisone nella documentazione, sotto Nerone, proviene da Tacito. Nel 56, Pisone, infatti, in qualità di console designato, propose, nell'ambito delle limitazioni allo strapotere dei tribuni della plebe, che questi non potessero tenere processi in casa propria, che non si dovesse inserire nelle tabulae publicae nessuna multa da loro comminata prima che fossero trascorsi quattro mesi dall'emissione, e che, nei quattro mesi, si potessero presentare appelli al giudizio dei consoli.
L'anno successivo, nel 57, Pisone fu console ordinario insieme al princeps Nerone (console per la seconda volta), rimanendo in carica per l'intero primo semestre dell'anno: durante il suo mandato, fu approvato il senatusconsultum Pisonianum (o Neronianum), che integrava le disposizioni del senatusconsultum Silanianum de servis (emanato nel 10) sulle indagini in caso di omicidio, in particolare stabilendo che dovessero esser sottoposti a tortura anche gli schiavi appartenenti al coniuge della vittima e che, se gli schiavi che dovevano esser sottoposti a tortura erano stati alienati, il compratore avesse diritto alla restituzione del prezzo.
Dal 60 al 63, poi, Pisone fu nominato all'importante carica di curator aquarum, incaricato delle infrastrutture idriche e del rifornimento d'acqua della città di Roma: la nomina è resa ancora più distinta dal fatto che Pisone fu l'unico dell'antica aristocrazia repubblicana a ricoprire l'incarico.
Nel mentre, nel 62, Pisone, insieme ai consolari Aulo Ducenio Gemino (console suffetto nel 60 o 61) e Aulo Pompeo Paolino (console suffetto nel 54), fu assegnato da Nerone alla curatela straordinaria delle imposte pubbliche.
Qualche anno dopo, nonostante il coinvolgimento di quello che doveva essere senza dubbio un parente di Pisone, Gaio Calpurnio Pisone, nella grande congiura del 65 nota come "congiura dei Pisoni", Pisone non subì alcuna ripercussione dalle condanne: egli fu infatti sorteggiato come proconsole della provincia d'Africa per l'anno 69/70.

### Proconsolato d'Africa e morte
Il proconsolato di Pisone si collocava in quel periodo di estrema instabilità dello Stato romano successivo alla morte di Nerone noto come "anno dei quattro imperatori". Significativo delle difficoltà percepite dal popolo e dagli intrighi dei sostenitori delle varie fazioni ancora in conflitto (Vitelliani e Flavi) è il resoconto di Tacito sulle prime settimane del 70:
(Tacito, Historiae, IV, 38 [trad. Gian Domenico Mazzoccato, Newton Compton])
Pisone, del resto, era un personaggio illustre e legato per matrimonio alla sventurata famiglia dei Licinii Crassi e Scribonii, che erano stati per lo più trucidati nelle faide dell'anno 69 dalle diverse fazioni al potere: non stupisce, quindi, che, come riporta Tacito, egli fosse al centro delle speranze della fazione ostile a Vespasiano, particolarmente diffusa nella provincia d'Africa e tra i soldati della legio III Augusta, di stanza ad Ammaedara sotto il comando del parente di Vitellio, Gaio Calpetano Ranzio Quirinale Valerio Festo. Gli ultimi giorni di Pisone sono accennati in Plinio il Giovane e narrati nel dettaglio da Tacito:
(Tacito, Historiae, IV, 48-50 [trad. Gian Domenico Mazzoccato, Newton Compton].)

### Legami matrimoniali e discendenza
Pisone sposò certamente Licinia Magna: ella era figlia del console ordinario del 27 Marco Licinio Crasso Frugi e di Scribonia, discendente di Gneo Pompeo Magno, il che faceva di lei una delle pronipoti dei due triumviri Marco Licinio Crasso e Pompeo. Cognati di Pisone di altissimo lignaggio - e per questo motivo tutti defunti prima di Pisone stesso - erano Gneo Pompeo Magno, genero di Claudio da questi ucciso insieme ai genitori nel 47; Marco Licinio Crasso Frugi, console ordinario del 64 e legato ai Sulpicii Camerini, ucciso da Nerone negli ultimissimi anni di regno; Lucio Calpurnio Pisone Frugi Liciniano, effimero erede di Galba legato ai Veranii, e ucciso da Otone nel gennaio 69; Marco Licinio Crasso Scriboniano, cui Antonio Primo offrì invano la porpora e che fu ucciso dai Flavi nel 69; e la piccola Licinia, morta giovanissima. È stato ipotizzato che Licinia Magna sia morta negli ultimi anni del principato di Claudio.
Il racconto di Tacito stabilisce poi che Pisone e Licinia ebbero almeno una figlia, Calpurnia, che sposò il cugino di Pisone, Calpurnio Pisone Galeriano, ucciso anch'egli nel 69: si è proposto che essi siano antenati di Gaio(?) Calpurnio Pisone, console suffetto nel 97.